# Wereldkampioenschappen indoor bowls 2006
De wereldkampioenschappen indoor bowls 2006 werden gehouden van 4 januari tot en met 29 januari 2006 in het Potters Leisure Resort in Norfolk.

## Mannen

### Kwartfinale
| Paul Foster    | Schotland | - | Robert Paxton | Engeland      | 9-4, 4-8, 0-2  |
| Stephen Rees   | Wales     | - | Mervyn King   | Engeland      | 7-7, 3-9       |
| Greg Harlow    | Engeland  | - | Graham Smith  | Engeland      | 12-4, 6-7, 2-1 |
| Richard Morgan | Wales     | - | Jamie Hill    | Nieuw-Zeeland | 6-11, 8-8      |

### Halve finale
| Robert Paxton | Engeland | - | Mervyn King | Engeland      | 3-11, 10-7, 1-2 |
| Greg Harlow   | Engeland | - | Jamie Hill  | Nieuw-Zeeland | 10-6, 8-2       |

### Finale
| Mervyn King | Engeland | - | Greg Harlow | Engeland | 12-8, 13-9 |

## Vrouwen

### Kwartfinale
| Ellen Falkner  | Engeland  | - | Judy Penfold            | Zuid-Afrika   | 11-1, 10-3  |
| Caroline Brown | Schotland | - | Rozanna Muriwai         | Nieuw-Zeeland | 10-3, 10-6  |
| Jo Morris      | Engeland  | - | Theresa Darnell-Langton | Engeland      | 7-6, 10-6   |
| Carol Ashby    | Engeland  | - | Gemma Broadhurst        | Engeland      | 10-10, 8-10 |

### Halve finale
| Ellen Falkner | Engeland | - | Caroline Brown   | Schotland | 6-6, 9-8  |
| Jo Morris     | Engeland | - | Gemma Broadhurst | Engeland  | 10-7, 7-3 |

### Finale
| Ellen Falkner | Engeland | - | Jo Morris | Engeland | 11-2, 11-5 |